# Megalagrion hawaiiense
Megalagrion hawaiiense – gatunek ważki z rodziny łątkowatych (Coenagrionidae). Endemit Hawajów.